# Rothmannia schoemanii
Rothmannia schoemanii là một loài thực vật có hoa trong họ Thiến thảo. Loài này được (Teijsm. & Binn.) Tirveng. miêu tả khoa học đầu tiên năm 1983.